# Іланго Абігал
Іланго Абігал (*இளங்கோ அடிகள், II ст. ) — тамільський поет часів держави Чера, автор одного з П'яти великих епосів — «Шілаппадікарам» («Повість про браслет»).

## Життєпис
Походив з правлячої родини держави Чера. Був братом магараджі Черан Ченгуттувана. Його ім'я невідомо. замолоду став ченцем у джайністському монастирі, отримавши при цьому нове ім'я — Іланго Абігал. Подальше життя присвятив зміцненню джайнізму та своїй творчості, з якої відомо лише епос «Шілаппадікарам».

## Шілаппадікарам
Ця поема-епос належить до числа найулюбленіших тамілами книг. Вона являє собою захоплююче оповідання про долю купця Ковалана і його дружини Каннахі. Дві теми визначають основний ідейний зміст поеми — тема кармічного відплати і тема жіночої чистоти.
Ковалан захопився танцівницею Мадава й забув про свої обов'язки сім'янина, розтрикавши увесь свій статок. Коли він, відчувши каяття, повернувся додому, Каннахі, вірна і любляча дружина, ні словом не дорікнула його і віддала чоловікові свої ножні браслети з дорогоцінними каменями — єдине що залишилося з їх багатства. Ковалан вирішив продати ці браслети в Мадурі і разом з дружиною вирушив у важкий і далекий шлях. Коли він у Мадурі пішов до ювеліра, той помилково звинуватив Ковалана в крадіжці і доніс на нього царю. Цар, не розібравшись у справі, наказав варті вбити Ковалана. Дізнавшись про це, Каннахі прийшла до царя, звинуватила його в неправедному правлінні, а потім, вийшовши на вулиці міста, охоплена горем і гнівом, вирвала свою ліву грудь, яка перетворилася на полум'я, що спалило місто. Перед Каннахі з'явилася богиня Мадури і попросила її помилувати жителів. Гнів Каннах пом'якшав, і через деякий час Індра підніс її на небо, де вона з'єдналася з чоловіком і стала богинею подружньої вірності. Наприкінці поеми розповідається про те, як цар Чери Сенгуттуван, вражений цією історією, встановлює у своєму царстві культ богині Каннахі і споруджує її статую, висічену з каменю.
Встановлення культу богині Каннахі у царстві Чера ставиться автором поеми в безсумнівну заслугу Сенгуттувану, вихвалянню якого відводиться в поемі чимало місця: панегіричні мотиви складають основний зміст її третьої частини.

## Стиль та мова
З притаманними давньотамільским поетам точністю і жвавістю деталей Іланго Абігал малює картини тамільських міст і сіл, чудові пейзажі, повністю наслідує канони та традиції поезії санги. Легко виділяються в поемі ознаки характерних для неї поетичних форм: віршів на теми — тіней, «настанови щодо шляху», панегірика і т. д. Поема насичена фольклорними елементами: у ній наводяться численні пісні (або наслідування їм) рибалок, горців, зустрічаються описи народних звичаїв й обрядів.